# Cudgegong River
Der Cudgegong River ist ein Fluss in der Mitte des australischen Bundesstaates New South Wales.

## Verlauf
Er entspringt östlich von Rylstone an den Westhängen der Great Dividing Range im westlichen Teil des Wollemi-Nationalparks. Von seiner Quelle fließt der Fluss durch den westlich von Rylstone gelegenen Lake Windamere nach Nordwesten durch die Stadt Mudgee. Westlich von Gulgong ändert er seine Laufrichtung zuerst nach Westen und dann nach Süden, wo er in den Lake Barrendong und damit in den Macquarie River mündet.
Der Windamere-Stausee am Fluss besitzt einen Wasserinhalt von 368,12 Mio. m³, wurde 1984 fertiggestellt und dient der Bewässerung des umliegenden, landwirtschaftlich genutzten Landes.